# Kosohirka
Kosohirka (ukr. Косогірка, pol. hist. Franpol) – wieś na Ukrainie w rejonie jarmolińskim obwodu chmielnickiego. 
Pod koniec XIX w. wieś w gminie Kujawy w powiecie kamienieckim.

## Urodzeni
- Maurycy Gosławski - urodził się w 1802 we Franpolu.